# Rhein-Schie-Kanal

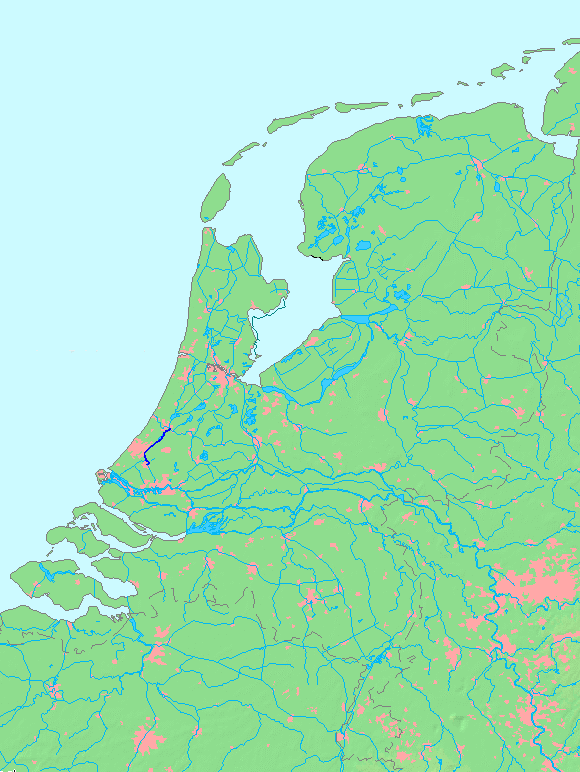
Verlauf des Rhein-Schie-Kanals

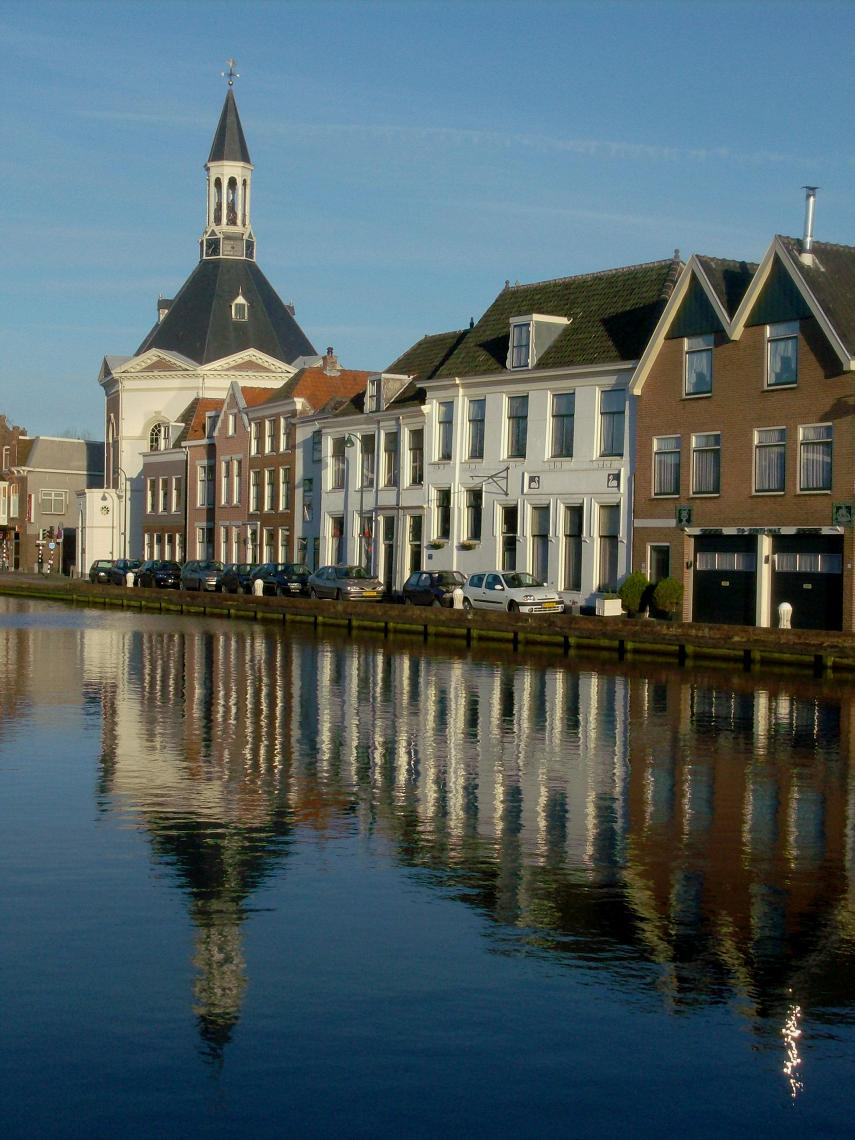
Der Rhein-Schie-Kanal (oder „Vliet“) bei Leidschendam

Der Rhein-Schie-Kanal (niederländisch Rijn-Schiekanaal) stellt in den Niederlanden seit 1893 die vollständige Wasserverbindung zwischen der Schie und dem Oude Rijn (dem Holländischen Alten Rhein) bei Leiden dar. Der Kanal verläuft dabei über Voorschoten, Leidschendam und Rijswijk nach Delft.
Die einzelnen Teile dieses Wasserwegs haben ihre eigene Bezeichnung und Geschichte. Bei dem Durchfahren von Overschie nach Leiden gelangt man so in die Delftse Schie, die Trekvliet und die Vliet.

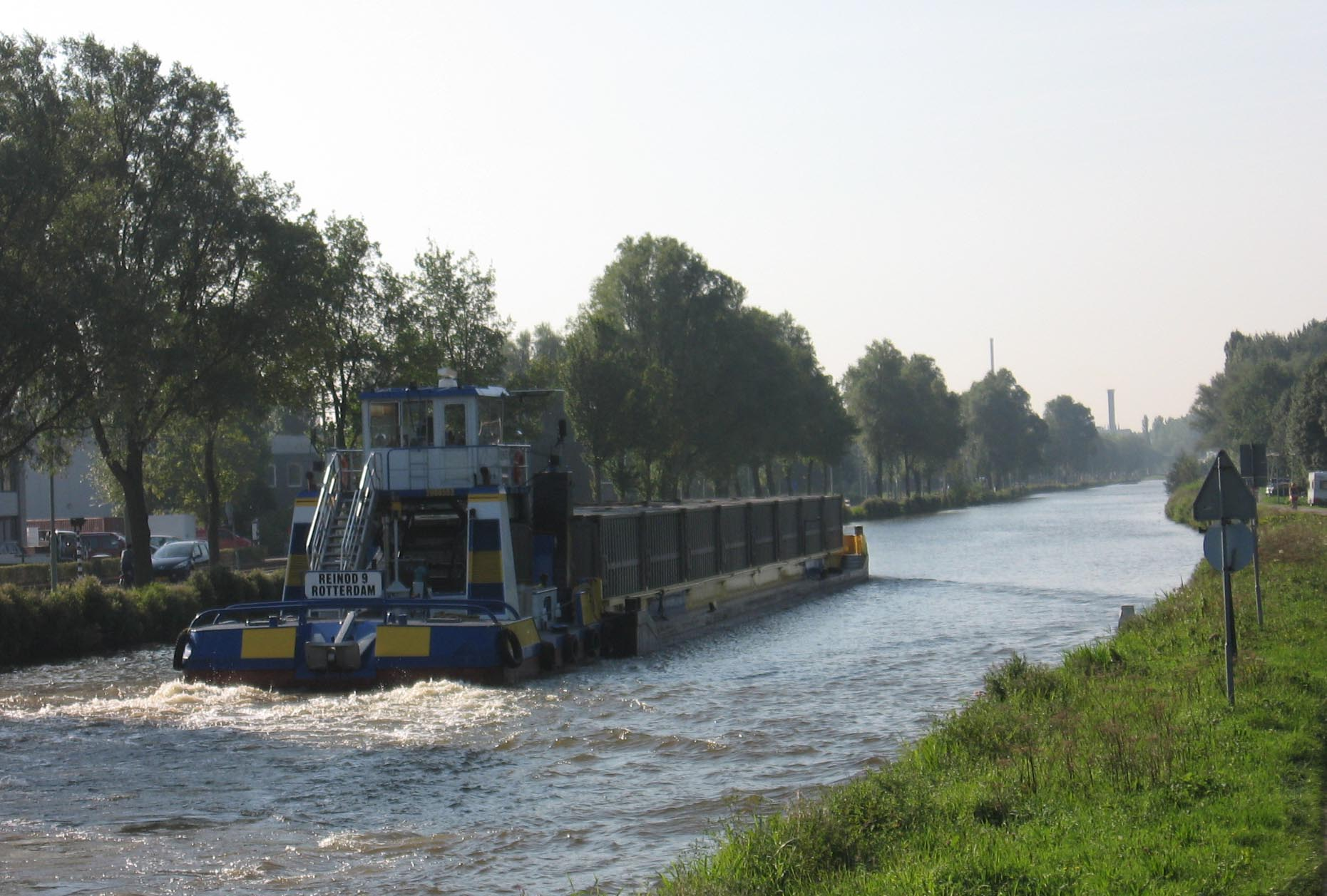
Der Rhein-Schie-Kanal bei Rijswijk in Richtung Delft